# Fabryka Maszyn i Kotłów, Odlewnia Żelaza i Stali „Born & Schütze”
Fabryka Maszyn i Kotłów, Odlewnia Żelaza i Stali „Born & Schütze” (po II wojnie światowej: Toruńska Fabryka Kotłów, Bumar-Waryński Toruń) – zakłady produkcyjne założone w 1856 roku w Mokrem w Toruniu. Działał on do 2000 roku.

## Historia

### Początki działalności
Zakład założono 1 października 1856 roku, kiedy to przedsiębiorcy Ernst Schütze i August Born wydzierżawili działkę przy ul. Grudziądzkiej od piekarza Andrzeja Schützego i jego żony, rodziców jednego z udziałowców. Początkowo firma składała się z kilku warsztatów położonych przez ulicy Grudziądzkiej, w których zatrudnienie miało 20 rzemieślników mieszkających na Mokrem. W pierwszych latach działalności produkowała maszyny i narzędzia rolnicze. Produkcja maszyn stała się z czasem nieopłacalna za sprawą rozwoju Fabryki Maszyn Rolniczych i Odlewni Żelaza E. Drewitza.

### Rozwój
W 1863 roku w zakładzie wystawiono odlewnię żelaza. Budowa odlewni miała wpłynąć na spadek cen wyrobów, które odlewano poza Toruniem. Była to druga odlewnia żelaza na Pomorzu (po odlewni elbląskich zakładów Schichau). Oddanie do użytku odlewni przyczyniło się do powiększa asortymentu fabryki, modernizacji produkcji i zmniejszenia cen towarów. W dalszym ciągu większość wyprodukowanych towarów stanowiły maszyny i narzędzia rolnicze. Rozwój zakładów zahamowała wojna prusko-austriacka z 1866 roku i francusko-pruska z lat 1870–1871, kiedy to w wyniku braku siły roboczej doszło do zastoju gospodarczego Prus.
W 1876 roku zmarł Ernst Schütze. Właścicielem zakładów został August Born, który w 1885 roku współdzielił zakłady z synem Karolem Augustem i dwoma córkami.
W 1880 roku wprowadzono napęd parowy, wybudowano nowy warsztat ślusarski, a także warsztat karoserii maszyn.
Po 1880 roku największym odbiorcą towarów produkowanych przez zakład został toruński garnizon wojskowy. Firma uzyskała monopol na dostarczanie i instalację urządzeń wodno-kanalizacyjnych, sieci wodociągowych i łaźni do obiektów wchodzących w skład Twierdzy Toruń. Na przestrzeni fabryka zaprzestała produkcji maszyn i urządzeń rolniczych, ograniczając się wyłącznie na realizacji zamówień dla wojska. Fabryka rozbudowywała się dwukrotnie: od 1889 do początków lat 90. XIX wieku i od końca XIX wieku do 1901. W 1908 roku August Born podzielił majątek pomiędzy synem Karolem Bornem a jego zięciem inż. Fritzem Raapke. Firma nie poniosła strat podczas I wojny światowej.
Teren zakładu obejmował kwartał mieszczący się pomiędzy ulicami: Grudziądzką, Lelewela, Wiązową i Wybickiego. Liczba pracowników w 1880 roku wyniosła 76 osób, do 1903 wzrosła do 147.

### Okres międzywojenny
Po powrocie Torunia do Polski w 1920 roku zakłady w całości należały do rodziny Raapke. W okresie międzywojennym fabryka wygrała przetarg na reparację kotłów parowozowych Polskich Kolei Państwowych. W tym okresie wymieniono całkowicie park maszynowy, wzniesiono nową halę fabryczną i wybudowano nową tokarnię, która częściowo spłonęła na początku 1924 roku. Liczba pracowników w latach 1923–1929 wynosiła ok. 120 osób. Firma uzyskała w Polsce monopol na produkcję pogłębiarek i silników parowych dla przemysłu. Część towarów firma eksportowała do innych państw europejskich, Azji i Afryki.
Podczas wielkiego kryzysu firma borykała się z dużymi problemami. Przestała otrzymywać kredyt od rządu polskiego na produkcję ciężkiego sprzętu, zaprzestała eksportu swoich towarów, zmniejszyła liczbę pracowników (w 1935 do 22). Firma utrzymała się dzięki prowadzeniu remontów maszyn rolniczych. Wzrost produkcji i zatrudnienia nastąpił po 1936 roku. W lipcu 1939 roku w zakładzie pracowało 108 osób. Po kryzysie firma nie eksportowała swoich towarów.

### Ostatnie lata działalności
Po II wojnie światowej zakłady upaństwowiono. Kompleks działał pod nazwą Toruńska Fabryka Kotłów. W latach 1950–1955 fabrykę rozbudowano i zmodernizowano. W następnych latach firma działała pod nazwą Bumar-Waryński Toruń. Zakład zamknięto w 2000 roku.
25 kwietnia 1997 roku zespół budynków dawnego zakładów wpisano do rejestru zabytków (A/74). W halach przemysłowych mieści się centrum handlowe Arpol.